# 蓋奇嶺
66°54′S 51°16′E / 66.900°S 51.267°E
蓋奇嶺（英語：Gage Ridge）是南極洲的山嶺，位於恩德比地，處於塞爾伍德山以西5公里，長13公里，根據澳大利亞探險隊的空中照片繪入地圖，現時由南極條約體系管理。